# Monoporus spathulatus
Monoporus spathulatus är en viveväxtart som beskrevs av Carl Christian Mez. Monoporus spathulatus ingår i släktet Monoporus och familjen viveväxter. Inga underarter finns listade i Catalogue of Life.